# Sociedade Fraternidade
A Sociedade Fraternidade é uma escola de samba da cidade de Bragança Paulista, no interior do estado brasileiro de São Paulo, situada no bairro do Jardim Fraternidade
Foi fundada em 1 de dezembro de 1999.
Sexta e última colocada em 2010, foi rebaixada para a segunda divisão do carnaval da cidade.
Em 2011, ao abordar o tema da igualdade racial, foi a segunda escola a desfilar no domingo de carnaval. Foi campeã do grupo de acesso, retornando ao grupo especial para 2012. Porém no ano seguinte foi penalizada com a perda de diversos pontos, e acabou na última colocação, sendo novamente rebaixada.

## Segmentos

### Presidentes
| Nome                                    | Mandato        | Até 2021. |
| --------------------------------------- | -------------- | --------- |
| Ednaldo Marques da Silva / Célia regina | 2018- até 2021 |           |

### Diretores
| Ano  | Diretor de Carnaval | Diretor geral de harmonia | Mestre de bateria | Ref. |
| ---- | ------------------- | ------------------------- | ----------------- | ---- |
| 2017 | Célia Regina        |                           |                   |      |

### Coreógrafo
| Ano  | Nome        | Ref. |
| ---- | ----------- | ---- |
| 2016 | Diego Alves |      |
| 2017 | Diego Alves |      |
| 2018 | Diego Alves |      |
| 2019 | Diego Alves |      |

### Casal de Mestre-sala e Porta-bandeira
| Ano  | Nome | Ref.                               |
| ---- | ---- | ---------------------------------- |
| 2017 |      | Renan Rodrigues / Milena Gracielle |

### Rainhas de bateria
| Período | Rainha | Musa | Ref. |               |
| ------- | ------ | ---- | ---- | ------------- |
| 2018    |        |      |      | Micaela Ávila |

## Carnavais
| Ano  | Colocação    | Grupo    | Enredo                                                                                         | Carnavalesco                                                 | Intérprete                    | Ref         |
| ---- | ------------ | -------- | ---------------------------------------------------------------------------------------------- | ------------------------------------------------------------ | ----------------------------- | ----------- |
| 2000 | Campeã       | Acesso   | Franceses, Flamengos e Dom Pedro, Buscam Eldorados e Encontram o Lamento do Sertão             | Alexandre Martins                                            |                               |             |
| 2001 | 5° colocada  | Acesso   | Deuses Escultores                                                                              | Alexandre Martins                                            |                               |             |
| 2002 | Campeã       | Acesso   | Os 7 Mercadores e uma História de Sucesso                                                      | Alexandre Martins                                            |                               |             |
| 2003 | 5° colocada  | Especial | No Destino das Águas                                                                           | Rowana Russo                                                 |                               |             |
| 2004 | Campeã       | Acesso   | Das Minas dos Martírios a Cidade Poesia: Dignidade Já!                                         | Rowana Russo                                                 |                               |             |
| 2005 | 5° colocada  | Especial | O Sapateiro Que Foi Além das Botas                                                             | Rowana Russo                                                 |                               |             |
| 2006 | Vice-Campeã  | Acesso   | A Medicina e sua Teia Envolvem a Sociedade                                                     | Rowana Russo                                                 |                               |             |
| 2007 | Campeã       | Acesso   | Pecados Coloniais x Orgulhos Regionais                                                         |                                                              |                               |             |
| 2008 | 5° colocada  | Especial | Estrada de Ferro Bragantina, a Locomotiva do Progresso                                         | André Acedo                                                  |                               |             |
| 2009 | 5° colocada  | Especial | A Sinfonia Natural das 4 Estações no Carnaval                                                  | Cristiano Lima                                               |                               |             |
| 2010 | 6° colocada  | Especial | H2O, Água, Ouro Azul, Fonte da Vida, Riqueza Mineral: Maior Tesouro Mundial                    | Eduardo Rojo                                                 |                               | [ 2 ]       |
| 2011 | Campeã       | Acesso   | Assim se Revela a Beleza da Raça - O Negro e Suas Conquistas e Vitórias Lutando Pela Igualdade | Comissão de Carnaval                                         | Willian Leão                  | [ 3 ]       |
| 2012 | 5° colocada  | Especial | A Fraternidade Vem Cantar os Encantos da Bahia de Todos os Santos                              | Comissão de Carnaval                                         |                               | [ 4 ]       |
| 2013 | Não Desfilou | Acesso   | -                                                                                              | -                                                            | -                             |             |
| 2014 | Campeão      | Acesso   | Cores                                                                                          | Comissão de Carnaval                                         |                               |             |
| 2016 | Não desfilou | -        | Saudadis Mussum, Cacildis sou eu, eterno trapalhão eu sou                                      | Celo SP e Wilma + comissão (Fernando, Aílton, Fábio e Gordo) | Celo SP e Fernando São Miguel | [ 5 ] [ 6 ] |
| 2017 | 4 colocada   | especial | culinaria                                                                                      |                                                              |                               |             |